# Kees Bal
Cornelius (Kees) Bal (Kwadendamme, 21 november 1951) is een Nederlands voormalig wielrenner. De grootste overwinning op zijn palmares is de Ronde van Vlaanderen van 1974.

## Loopbaan
Kees Bal (in de media ook wel Cees Bal) was twee jaar ploegmaat van zowel Gerrie Knetemann, Joop Zoetemelk als Raymond Poulidor bij het Franse Gan-Mercier, en daarna nog twee jaar van Eddy Merckx bij Molteni en Fiat. Hij beleefde in 1974 een sterk jaar. In de Catalaanse Week won hij de eerste etappe en stond hij tot de laatste etappe eerste in het klassement. Het feit dat zijn ploeggenoot Zoetemelk er dankzij een ontsnapping in de laatste etappe met de eindwinst vandoor ging, maakte hem woedend. Getergd wist hij een week later de Ronde van Vlaanderen te winnen, zijn grootste zege in zijn loopbaan.
Twee weken na de overwinning in Vlaanderen brak hij bij een valpartij in de Amstel Gold Race zijn enkel. Volgens Bal was het feit dat hij in de revalidatieperiode wel eens ging stappen de oorzaak dat hij daarna niet echt doorbrak. Hij leefde niet meer volledig voor de sport. In 1977 werd hij 51e in de Ronde van Frankrijk en in 1979 won hij een etappe in de Ronde van Spanje. Datzelfde jaar beëindigde hij op 28-jarige leeftijd zijn wielerloopbaan, nadat hij van zijn ploeg Boule d'Or geen nieuw contract kreeg aangeboden.

## Belangrijkste overwinningen
1972
7e etappe Milk Race
1973
6e (deel B) en 7e etappe Dauphiné Libéré
Eindklassement Étoile des Espoirs
2e etappe Ronde van Indre en Loire
1974
1e etappe Catalaanse Week
Ronde van Vlaanderen
Eindklassement Ronde van de Aude
1975
Proloog Ronde van de Aude
1976
GP Dr. Eugeen Roggeman – Stekene
1978
 Nederlands Kampioenschap 50 km
 Nederlands Kampioenschap achter de derny
1979
18e etappe deel B Ronde van Spanje

## Resultaten in voornaamste wedstrijden
| Jaar | Ronde van Italië | Ronde van Frankrijk | Ronde van Spanje |
| ---- | ---------------- | ------------------- | ---------------- |
| 1974 |                  | opgave              |                  |
| 1975 |                  |                     |                  |
| 1976 | 82e              |                     |                  |
| 1977 |                  | 51e                 |                  |
| 1978 |                  |                     | opgave           |
| 1979 |                  |                     | 45e (1)          |

| Jaar | Milaan-San Remo | Ronde van Vlaanderen | Parijs-Roubaix | Amstel Gold Race | Gent-Wevelgem | Waalse Pijl |  | Wereldranglijsten |
| ---- | --------------- | -------------------- | -------------- | ---------------- | ------------- | ----------- |  | ----------------- |
| 1974 |                 | ↑                    | 50e            |                  |               |             |  | 18e (SPP)         |
| 1975 | 27e             |                      | 21e            | 6e               |               | 47e         |  |                   |
| 1976 |                 |                      |                | 10e              |               | 30e         |  |                   |
| 1977 |                 |                      |                |                  |               |             |  |                   |
| 1978 |                 |                      | 19e            | 26e              | 34e           |             |  |                   |
| 1979 |                 |                      |                |                  |               |             |  |                   |

Bal ·
Bernard · 
Cadiou ·
Coquery ·
Croyet ·
Delépine ·
Genet ·
Grelin ·
Guimard ·
Hoban ·
Martínez ·
Moneyron ·
Mourioux ·
Peelman ·
Perin · 
Poulidor ·
Ravaleu ·
Van Lancker
Bal ·
Cadiou ·
Croyet ·
Delépine ·
Genet ·
Grelin ·
Grosskost ·
Guimard ·
Hoban ·
Lapébie ·
Mariano Martínez ·
Martin Martínez ·
Moneyron ·
Mourioux ·
Perin · 
Poulidor ·
Richard ·
Talbourdet
Bal ·
Genet ·
Grelin ·
Hézard ·
Hoban ·
Knetemann ·
Mourioux ·
Perin · 
Poulidor ·
Raymond ·
Richard ·
Roques ·
Santy ·
Talbourdet ·
Vianen ·
Zoetemelk
Alban ·
Aling ·
Aubey ·
Bal ·
Bertin ·
Genet ·
Hézard ·
Hoban ·
van Katwijk (tot 30/03) ·
Knetemann ·
Misac ·
Mourioux ·
Perin · 
Poulidor ·
Raymond ·
Richard ·
Roques ·
Seznec ·
Talbourdet ·
Vallet ·
Vianen ·
Vrancken ·
Zoetemelk
Bal ·
Berckmans ·
Borguet ·
Bruyère ·
De Beule ·
Deschoenmaecker ·
Delcroix ·
Draux ·
Huysmans ·
Janssens ·
Kaye ·
Lievens ·
Merckx ·
Mintjens ·
Rottiers ·
Spruyt ·
Swerts ·
Van Looy ·
Van Schil
Bal ·
Bouloux ·
Bruyère ·
De Beule ·
Deschoenmaecker ·
Delcroix ·
Draux ·
Huysmans ·
Janssens ·
Martin ·
Merckx ·
Mintjens ·
Molinéris ·
Rottiers ·
Sercu · 
Swerts
Albert ·
Bal ·
De Cnijf ·
De Nul ·
De Wolf ·
Frijns (vanaf 02/03) ·
A. van Houwelingen ·
J. van Houwelingen ·
Maessen ·
Reybrouck ·
Van Der Auwera ·
Van Vlierberghe ·
Vanhaerens ·
Verstraete